# ジャン魂G!
「ジャン魂G!」（ジャンたまジー）は、2009年25号から2014年29号まで、『週刊少年ジャンプ』で連載されていた読者投稿コーナーである。略称ジャン魂（ジャンタマ）。

## 概要
前読者コーナー『ジャンプ魂』からリニューアルして開始された。しかしリニューアルとは言うものの、『ジャンプ魂』から変更されたのはタイトル、メンバー1人、いくつかのコーナーのみで、ルールやその他のコーナーなどは『ジャンプ魂』から継続する形で始まっている。『ジャン魂G!』というタイトルは、同時期に放送開始された『サキよみ ジャンBANG!』（テレビ東京系列）のタイトルロゴをパロディ化したものである。タイトルの命名時点で『G』の文字に深い意味はなかった。その後、読者に『G』の意味を予想してもらう「Gって何?」というコーナーが開催されたこともあったが、『G』の意味は結局有耶無耶のままである。
ルールは『ジャンプ魂』と同様に「4ヶ月を1レースとし、掲載されるごとにコーナーに応じて得点が加算され、1レースを通じての総合得点を競う」という形態となっている。投稿方法も同様で、ハガキの他に、パソコン、携帯電話からインターネットを通じてネタを投稿が可能。集英社の公式漫画サイトs-manga.netに会員登録すると、公式ホームページからネタの投稿ができる。「ジャンG！日本一決定戦」というコーナーでは、同様に会員登録した人がその週の気に入ったネタに投票が可能。その投票結果で毎週の日本一が決定する。
ハガキが掲載された全員と、投票した人の中から毎回抽選で選ばれた20名には、特製QUOカードが送られる。優勝した場合は、豪華賞品のほか、井沢と数人のスタッフが優勝者の地元に訪れ取材を行い、その模様が冒頭2ページを使用、すなわち独占できる。また、毎週の日本一になった人は特製ハッピとスタッフの直筆サイン色紙が送られる。
2014年3月に連動番組である『サキよみ ジャンBANG!』が終了したのに伴う形で、2014年29号、全14レース（前身の『ジャンプ魂』から数えると全23レース、8年4か月）で終了した。同コーナー終了後は「バトよん!!!!」が開始する前号の2015年18号まで読者コーナーが休止状態となり次号予告に差し替えられている。週刊少年ジャンプが一時期読者コーナー不在となったのは「ジャンプ放送局」の後継コーナー「ジャンポスト」が、短期間で終了した1996年以来である。

## 主なスタッフ

### 主要スタッフ
井沢どんすけ
構成・原稿担当。本名・井沢ひろし。『ジャンプ魂』から引き続き参加。
山下シンイチロー
本名・山下慎一郎。『ジャンプ魂』から引き続き参加。それまでのドM変態キャラに加え、G-11頃から激太りしてデブキャラも定着した。

### 歴代ヒロイン
栞ちゃん
『ジャン魂G!』開始と同時に加入。G-3レース終了後に電撃卒業。現在はモデル「佐藤栞里」として活躍中。
市道真央
栞ちゃんに変わり、G-4途中（2010年35号）から加入、最終回まで参加した。ジャンプキャラの誕生日は、ほとんど言えるジャンプ大好きっ娘。彼女が出演した「海賊戦隊ゴーカイジャー」に関するネタも多数投稿された。現在はM・A・Oの別名義で声優としても活動している。

### カット
菊池晃弘
『ジャンプ魂』から引き続きイラストを担当。さくまあきらの会社の元社員で、井沢とは『ジャンプ放送局』で編集の手伝いをした旧知の仲。最強ジャンプでは『モンハン漫画 ぽかぽかアイルー村』を連載している漫画家でもある。
本誌上でスタッフキャラとしては一度も描かれていない。

### 歴代担当編集
ウッチー内田
『ジャンプ魂』3代目担当編集から引き続いての参加。G-1終了まで担当。
ナメック小池
4代目の担当編集。本名・小池均。「ナメック」の由来は、学生時代ナメクジの研究をしていたことから。G-5途中（2010年50号）まで担当。
ゼリービーンズ本田
5代目担当編集。本名・本田佑行。2010年51号から加入。坊主頭にメガネ、ウザキャラという立ち位置でとにかくウザく振舞い続けた。モンハン命。G-9開幕週で松尾に交代。
アフロ松尾
6代目担当編集。まんま邪魔になりまくるほどのアフロヘア。G-11途中で大槻に交代。
ジャスティス大槻
最後の担当編集。法学部出身、サークルはフットサル、一見クールだが不正を許さない内なる情熱を持つ男、法の力で悪と戦う自称正義の使者（当時の公式HP上の井沢どんすけによる）。麻雀が大好きで締め切り間近でも徹夜で麻雀するらしい。

### ゲスト（イレギュラー）
アメリカザリガニ
『サキよみ　ジャンBANG!』から平井善之が「ザリパイ先生」として出張参加し、自らお題を出すなどいくつかのコーナーを担当。
そのほか、単発ゲストとして 響、 Wエンジン、 ゆってぃ等の芸人が登場したこともあった。

## 主なコーナー

### 『ジャンプ魂』からの継続コーナー
ジャン魂日本一決定戦　→　ジャンG！日本一決定戦
毎週開催されたメインコーナー。『日本一イヤな○○』等のお題に対し、面白い答えを考える。インターネットで会員登録している読者がその週の気に入ったネタに投票することができ、毎週の日本一が決定。1〜3位の入賞作品にはボーナスポイントが与えられた。
ジャンプファン魂
究極のジャンプファンはどういうヤツなのか！？どういう行動をとるものなのか！？をテーマにありとあらゆる面白い行動を答える。
俳句魂
テーマなし、季語も要らず。とにかく面白い内容の五･七・五を描いて送る。
イニシャル魂
「PSP」など、そのイニシャルは一体何の略なのか、ボケて答える。
キャラQ
「ファッションモデルになれそうなジャンプキャラ」等といったアンケートに近い形式のお題に対し、それにふさわしいジャンプのキャラを、理由もつけて答える。
トビラアオリ
1ページ目の『ジャン魂G!』のロゴの上につける、ジャンプ魂を盛り上げる言葉を考える。
J喜利
少年ジャンプやジャンプ漫画・ジャンプキャラに関するお題が出され、それにボケて答える。
オレが日本一!
自慢できないようなことをおおっぴらに自慢する。『○○ならオレだって日本一だ！』という形式。
バカズバッ!!
ルール無用、面白いイラストであればなんでも良い。
フキダマシイ
お題となる漫画（画は菊池晃弘）の2コマ目のフキダシに、オチとなる決め台詞を入れる。お題のシーンは映画や漫画でのかなりベタなシチュエーションが主。
万物の三本柱
ジャンプの三本柱「友情・努力・勝利」のように、世の中のあらゆるものの三本柱を定める、三段オチコーナー。
人間だもの。
人間とはこんなもの！をテーマに人間の本質を鋭く描いた詩を「〜いいじゃない、人間だもの。」の定型文で作る。
王子のお部屋
自分の周りにいる面白い人をイニシャルトークで紹介するコーナー。
プロジェクトA（アホ）
「様々なものが今よりアホになったら？」をテーマに、どんなハチャメチャなことが起こるか、「アホ○○」の描き出しで答える。
カッケー名！
普段あまりカッコよくないもの（寝癖、おねしょ等）のカッコイイ別名を答える。
ノアの方舟
この世に居なくなりかけている、絶滅寸前、超貴重なヤツを紹介する。マンガやゲームのキャラにありがちなベタなネタが主体。

### 『ジャン魂G!』以降に開始したコーナー
PR栞ちゃん！
『サキよみジャンBANG!』のレギュラーでもあった栞ちゃんに、番組内で目立つためにして欲しいことを考える。
栞のしおり
栞ちゃんに関する色々な質問をして、答えて貰うコーナー。コーナー名の由来は栞のオフィシャルブログ名（当時）。
サキよみ！
これからやってくる未来に一体どんなことが起こるか予想しちゃおう！という名目で、ハチャメチャな未来（年号は適当）を面白く描く。
Gって何？
新タイトル『ジャン魂G!』、しかしよくよく考えたらの『G』の意味を何も考えていなかった！！　……という訳で回答を新コーナーとしてG-1開幕週に緊急募集。掲載はボケ回答中心。G-1終了と共にコーナーも終了し、それ以降『G』の意味についても触れることは無かった。
キミの名は
栞ちゃんのニックネームを募集。G-1終了後「しーちゃん」に正式決定したはずだったが、その後も何故かスタッフは「栞ちゃん」と呼びつづけ、読者からも「しーちゃん」と呼ぶお便りやネタは一度も取り上げられなかった。
ボツVOMIC
有名人やマンガ・ゲームのキャラが絶対に言わない面白いセリフを考える。
ザリパイ２コマ
ザリパイ先生（アメリカザリガニ・平井善之）が描いた１コマ目の絵に続く面白い２コマ目を絵に描く。
ザリマン。
ザリパイ先生が『ジャン魂G!』上でオリジナル漫画を連載するにあたり、その設定を考える。
錬金釜
『ドラクエ9』の錬金釜になぞらえて、身の回りにあるものや出来事が何と何の合成によって成り立ったのかを答える。
ご当地計画
「メガネ」や「ニンテンドーDS」などを、地元の名産や名所を取り入れた斬新なご当地グッズとして紹介する。場所は特に投稿者自身の住所等に限る必要は無く、日本の都道府県ならどこでも可。
栞の王子様
栞ちゃんにまつわる色んな状況をテーマに出し、その時にどういう行動をしたら栞ちゃんが１番キュンと来るのかを考える。
どうかしてるぜ！！
矛盾に満ちたこの世の中に怒りのツッコミを入れまくる。文末は「（この世の中）どうかしてるぜ!!」の定型文。
IS THIS IT?
日本には間違えやすいものがいっぱい。初めて見た外国人はそれを何と勘違いしたのか？「間違えっこねー!!(笑)」とツッコミたくなるような勘違いの文章を、中学１年の英語の教科書の文体になぞらえて「これは〜デスカ？」「いいえ、これは～です」という文で記す。
ドラマチック　ジャンプ
少年ジャンプをもっと魅力的に訴えるためのドラマチックなキャッチコピーを付ける。「○○ほど熱い！少年ジャンプ!!」などのお題に対し、○○を埋める。
多くの細道
「映画館」「ビーチ」等、お題の場所にちなんだ面白い俳句を読む。季語は不要、イラストネタもアリ。
未知なる市道
新ジャン魂ヒロイン・市道真央ちゃんに質問するコーナー。この回答で真央ちゃんが描いたキャライラストがスタッフ内で大ウケしたため、「飛び込み君（仮）」の名前で公式マスコットキャラになった。
飛びこみ！まおジャン
ジャンプLOVEの真央ちゃんがもしジャンプマンガに出ることになったら、どうすれば目立てるか？面白い回答を考える。
ヨイショNo.1
「ブリーフ」「浮き輪」など、お題に出されたあらゆるものの隠れた1位を無理やり探し出して「○○第1位！」という広告の形で答える。
まおちゃん交換日記
真央ちゃんが描いたお題の絵日記に対し、面白い絵日記を返す。
教えて！おじいさん
世の中の理解できない疑問や悩みについて質問・相談し、井沢おじいちゃんが（テキトーに）答える。「むちゃ振り」や「大喜利のお題」のような質問が載ることもあった。
記憶スケッチ
「バカ殿の髪型」など、見たことあるけどイマイチ正確に思い出せないモヤモヤすることをテーマにお題が出され、記憶を頼りに(?)ボケイラストを描く。
ヒーローチェンジ!!
もしも歴史上の偉人や有名人が、変身ヒーローになったらどんなことをするか？その人物にちなんだ必殺技や特殊能力を「○○ジャー（例：和田アキ子ジャー、聖徳太子ジャー）」の書き出しで答える。
拡散希望!!
ジャンプ読者に拡散したい（超くだらねぇ）情報を「【拡散希望】」の書き出しで答える。
SE7EN（セブン）
大食、強欲、怠惰、色情、高慢、嫉妬、憤怒という7つの大罪から毎回1つの大罪がお題として出され、具体的にその大罪とはどういうことをいうのか、面白い具体例を答える。
美男道！（イケメンドウ）
コレさえ決めればイケてる男！女の子からの熱い視線を独り占め！誰もがカッコ良くなれる(?)破天荒な行動を答える。
すごスキル
「ゴルファー」「警察官」等、もしRPGにこの職業があったらレベルアップと共にどんなスキルを覚えていくか、面白いスキルを答える。
オレの流儀
絶対に曲げられない信念がオレにはある!!　自分が常に心がけているこだわりを「オレの流儀！」の書き出しで答える。
ミステリーハンター
身の周りで起きた面白くも不可解なミステリーを答える。
はじめての一歩
人は初めて何かをしたとき、同じ失敗をしてしまいがち。そんな初めてのあるあるネタを「○○の第一歩」の書き出しで答える。
国民の常識
「日本人ならわかって当然、分からないなんて恥ずかしい！」という常識クイズに対し、わざとボケて答える。
世界悲惨
自分が体験したり目撃した面白くも悲惨な話を投稿。貴重な話は「世界悲惨」に登録される。
ザリパイ絵画王
ザリパイ先生にイラストで描いて欲しいお題を投稿する。
いいわけ四天王
お題で出されたピンチの状況に対し、それをうまく切り抜けるための面白い言い訳を答える。
中学語レッスン
思春期ど真ん中の中学２年生は独特な言葉遣いをするらしい…ということで、ありとあらゆるものを中学生はいったいどのように特殊な名前で呼ぶのか（特に中2の時）、『○○○の呼び方　　中1…××　中2・○○　中3・△△』という形式で答える。
ATJ45
2013年、『少年ジャンプ45周年記念企画』が実施されていたのに合わせ、過去45年間に連載されたジャンプ作品のおかげで経験できた良い思い出を「ありがとう」の言葉と共に紹介する。
直感展
「トラフカラッパ」等、全然聞いたこと無いけど実際に存在しているモノの名前がお題として出され、それがどういうものなのかを直感で想像し、面白いイラストと説明文で答える。
1000年に1人
色々な職における「1000年に1人の逸材」には、他の人と比べて一体どんな凄い能力が備わっているのか？そのトンデモな能力を「1000年に1人の○○」の描き出しで答える。
マオトーク
真央ちゃんとのフリートークコーナー。『未知なる市道』と内容的には同一。

## 歴代王者
- 初代：ワギネル
- 2代目：ドンマイ関口
- 3代目：キバ寿司
- 4代目：ピャスプルチ
- 5代目：御姉々
- 6代目：眠いあいうえお
- 7代目：ラミレス
- 8代目：むちむち花火
- 9代目：低脂肪牛乳
- 10代目：ほんわかほ耕介
- 11代目：むちむち花火 - V2達成。
- 12代目：眠れる子羊
- 13代目：陽向マルス - ジャン魂シリーズ最年少にして唯一の中学生王者（当時15歳）。
- 14代目：玉森玉葱味ぽんズ - 最終ランキング発表時に『ジャンプ魂』2魂レース王者・かむかむと同一人物であることが公式に明かされる。約8年ぶり、2回目の優勝。